# Tabuleiro
Tabuleiro este un oraș în Minas Gerais (MG), Brazilia. A fost fondat la 12 decembrie 1953. În 2004 avea 4.680 de locuitori, iar în 2010 avea 4076 de locuitori.

## Legături externe
- Site-ul oficial[nefuncțională]